# Cassie Cage
Cassandra Carlton Cage, detta Cassie, è un personaggio d'immaginazione appartenente alla saga di Mortal Kombat. È una soldatessa umana, figlia di Johnny Cage e Sonya Blade.
La sua principale apparizione è in Mortal Kombat X.

## Storia
Cassie fa la sua prima comparsa in Mortal Kombat X ed è una soldatessa guidata dal sergente maggiore Sonya Blade, sua madre, alla ricerca dell'amuleto di Shinnok, oggetto che dona un potere vastissimo a chi lo possiede e che Shinnok vuole utilizzare per avere il controllo su tutto. Nella squadra di Cassie, composta da Takeda, Jacqui Briggs e Kun Jin, lei ne è il superiore e pertanto guiderà la sua squadra nella battaglia contro Shinnok. Ad inizio gioco, Cassie fa la sua comparsa in un elicottero assieme al padre Johnny ed alla sua squadra. Lei ed il suo team, arriveranno nel regno esterno e qui, Kun Jin, dopo aver sconfitto Kotal Khan, chiederà di stringere un'alleanza con il Regno esterno e l'imperatore accetterà. Con l'aiuto di D'vorah, Cassie recupera l'amuleto e Mileena, che aveva precedentemente tradito Kothal Khan, viene fatta fuori da D'Vorah davanti agli occhi attoniti e disgustati di Cassie e la sua squadra. Il team verrà poi tradito da Kothal Khan, in quanto i quattro verranno presi ed imprigionati. Dopo essersi liberata, Cassie torna all'accampamento sulla terra sfruttando il collegamento con il regno esterno e trova sua madre, Kenshi e Scorpion feriti dall'amuleto di Shinnok, arrivato alle mani di quest'ultimo grazie a Quan Chi e D'vorah, che prima aveva tradito Kothal Khan e si era impossessata dell'amuleto. Cassie e la sua squadra vanno alla ricerca di Shinnok, che si trova nel tempio celeste di Raiden, e del padre Johnny che è prigioniero di Shinnok. Arrivati al tempio, la squadra si dividerà: Takeda e Jacqui penseranno a tenere a bada i Revenant (Kung Lao, Liu Kang, Sindel, Kitana, Kabal e Smoke) mentre Cassie e Kung Jin andranno da Shinnok. Non appena Cassie arriva, vede D'vorah torturare il padre Johnny e Raiden intrappolato dalle mani scheletriche di Shinnok. Emerge così anche in Cassie l'aura energetica divina che aveva aiutato il padre nella lotta contro Shinnok vent'anni prima. Quindi ingaggerà uno scontro prima con D'vorah e poi anche Shinnok, divenuto corrotto e potentissimo utilizzando il potere dell'amuleto. Cassie solo aver battuto Shinnok, aiuta Raiden a placare il potere dell'amuleto e successivamente va in aiuto del padre Johnny e con tempismo perfetto sopraggiunge anche Sonya con i rinforzi. La scena conclusiva prima dei titoli di coda vede la famiglia Cage formare un perfetto quadretto familiare.
Nel suo finale della torre dopo aver sconfitto Shinnok riceverà l'ordine da Raiden di uccidere un famigerato stregone anziano, Raiden disse a Cassie che poteva trattarsi dello stregone Shang Tsung ritornato dalla morte. Cassie trova il presunto stregone e dopo averlo sconfitto gli chiese il nome, e con voce flebile il vecchio combattente ormai morente rispose "Shujinko".
In Mortal Kombat 11 Cassie, nel primo capitolo della storia, insieme a Sonya, Jacqui e le Forze Speciali vanno nel castello di Liu Kang e Kitana nel Regno Occulto per cercare di distruggerlo. Durante l'attacco la ragazza affronta Kabal, Kitana e Liu Kang per poi tornare indietro da Johnny in lacrime per via della morte di sua madre. Nel capitolo 8 dopo l'assalto alla base delle Forze Speciali, da parte dell'armata di Sektor nel capitolo 6, Cassie va al Club di lotta del Dragon Nero per salvare la Sonya Blade e il Johnny Cage del passato per poi far saltare in aria Geras. Nei capitoli 11 e 12 Cassie insieme alle Forze Speciali, Jacqui e il Jax del passato e quello del presente vanno verso la fortezza di Kronika per combattere la battaglia finale. Riappare in "Aftermath", nel capitolo 16, dove viene attaccata e infine catturata da Shao Kahn, Sindel e l'esercito Shokan. Nel suo finale arcade Cassie, dopo la sconfitta di Kronika, ha in mente due cose da fare con la Klessidra: guidare la nuova generazione di Forze Speciali e riportare in vita Sonya dicendo che lei e Johnny meritano di invecchiare insieme.